# Història del Sàhara Occidental
El Sàhara Occidental no ha estat mai un país independent ni una entitat clara establerta en aquest territori a causa de l'escassa població, el 1975 segons el cens espanyol en aquesta regió hi havia 70.000 habitants, el que dona una idea de la poca població en termes històrics. A causa d'això a l'edat mitjana aquesta zona del Sàhara només era una ruta de pas entre els regnes marroquins i les terres senegaleses del sud.

## Època anterior a la presència espanyola

Imperi almoràvit, segles i.

El Sàhara Espanyol.

La creixent desertització del desert del Sàhara, anterior a la introducció del camell (principis del primer mil·lenni) va causar el pràctic aïllament de la regió. La introducció del camell, cap al segle iii, va suposar una revolució en la ramaderia i en les comunicacions a través del desert, de manera que el territori de l'actual Sàhara Occidental es va convertir en part d'una de les principals rutes de comerç del món, transportant sal i or entre el nord d'Àfrica i l'Àfrica occidental.
L'islam va arribar a la zona al segle viii i va tenir un èxit immediat. La llunyania del califat va facilitar la independència de la regió. Els almoràvits, un grup d'estrictes intèrprets de l'Alcorà, sorgits en aquesta regió, van controlar (1053-1147) el nord d'Àfrica i fins i tot l'Àndalus, a l'altre costat de l'estret de Gibraltar.
Fins llavors la població, encara que musulmana, seguia sent amaziga, però al començament del segle xiii els àrabs Maqil van emigrar de Líbia cap a l'oest, i el rei marínida del Marroc Abu Yusuf els va rebutjar al sud del Draa pel que van ocupar el Sàhara Occidental i Mauritània donant origen a les tribus hassanís que es van imposar sobre els amazics sanhaya al segle xiv, i amb ells el seu dialecte àrab, el hassania.
Les conquestes franceses a Mauritània van empènyer cap a la Saguia el Hamra i el Draa als seguidors d'un dirigent musulmà Ma al-Ainin (1838-1910), que el 1898-1902 va fundar una ciutat a l'actual Smara com a centre per al comerç i l'estudi religiós. A més d'enfrontar-se als francesos al sud, va intervenir en els assumptes del Marroc, alterat a conseqüència del Tractat d'Algesires de 1906, sent expulsat pels francesos el 1910. El seu fill i successor, Al-Hiba, va ser atacat per una columna francesa de Mauritània que va destruir parcialment Smara el 1912. Al-Hiba es va proclamar sultà (conegut com el sultà blau) i després del tractat franco-marroquí de 1912, que tenia clàusules contra ell, va entrar a Marràqueix, però el 1913-1919 va ser expulsat pels francesos i va morir.

## El Sàhara Espanyol
La regió situada entre el cap Bojador i el cap Blanc va ser reclamada per Espanya el 1884, durant la Conferència de Berlín (establiment d'una factoria a la península de Dajla i dependències a la badia de Cintra i al Cap Blanc a la fi de 1884 per Emilio Bonelli). El 1885 va començar la construcció de Villa Cisneros i l'establiment de factories a Riu d'Or i Cap Blanc. Els espanyols van seguir el seu avanç cap a l'interior i el nord del cap Bojador. Davant les friccions amb França, una sèrie d'acords el 1900 (Tractat de París), 1904 i 1920 van delimitar les àrees d'influència d'ambdós països, fixant-se el límit nord del Sàhara Occidental al paral·lel 27° 40′ N. Espanya va dividir la possessió en dos districtes administratius independents, Riu d'Or, al sud i Saguia al-Hamra, al nord, que es van unir l'any 1958 per formar la província espanyola del Sàhara Espanyol.

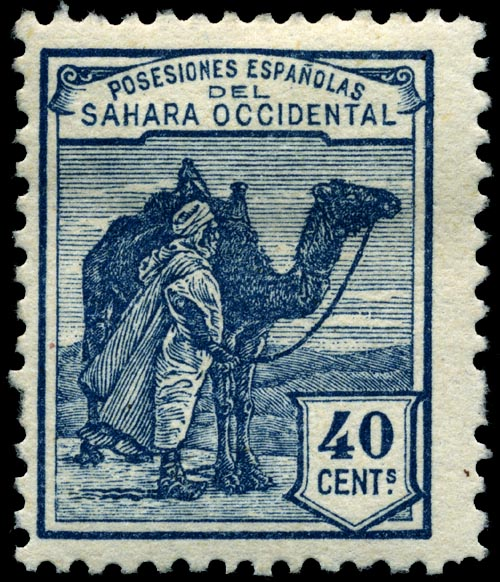
Segell de 1924.

El 1949 Manuel Alia Medina, un geòleg espanyol, descobreix a Bucraa els jaciments de fosfats més grans del món.

## La fi de la província
Després de la seva independència, el Marroc va reclamar el territori del Sàhara Occidental com a part del seu "Gran Marroc". El 1967 l'ONU va recomanar la descolonització del territori en tant que poc després, Mauritània també es va sumar a les reclamacions territorials marroquines.
Mentrestant, comença l'agitació nacionalista al Sàhara Occidental. El 1968 es crea l'Organització Avançada per a l'Alliberament de Saguia el Hamra i Riu d'Or sota el lideratge de Sidi Brahim Bassiri. La repressió d'un brot nacionalista a Aaiun, el 17 de juny de 1970 conclou amb 40 morts i centenars de detinguts. Bassiri és arrestat i mai es va tornar a saber d'ell. Probablement les forces de seguretat espanyoles el van assassinar poc temps després del seu arrest. Poc després, el 10 de maig de 1973, es crea el Front Polisario (Front Popular per a l'Alliberament de Saguia el Hamra i Riu d'Or), que comença la lluita armada contra Espanya. La seva primera acció té lloc el 20 de maig d'aquest any amb 17 combatents que tan sols comptaven amb cinc armes. Els xocs armats se succeirien durant els següents mesos.
El 1974 Espanya anuncia els seus plans per concedir major autonomia als sahrauís i per celebrar un referèndum durant la primavera de 1975. El Marroc es va oposar al projecte espanyol, en tant que l'ONU va forçar a Espanya a suspendre el referèndum i a acudir al Tribunal Internacional de Justícia de l'Haia. El setembre del 1975 es va emetre el dictamen que, però, no va aclarir què havia de fer (condemna les pretensions de Mauritània i el Marroc sobre el Sàhara Occidental però tampoc reconeix el dret a l'autodeterminació de la zona). La situació es va anar deteriorant fins que el rei Hassan II del Marroc va organitzar l'anomenada Marxa Verda (16 d'octubre de 1975). Mentrestant, l'administració espanyola organitza l'Operació Oreneta, una operació per evacuar els espanyols del territori. S'endurien fins i tot els cadàvers dels cementiris. El 2 de novembre de 1975, Joan Carles I, llavors cap d'Estat en funcions i futur rei d'Espanya, visita a les tropes espanyoles desplegades al Sàhara Espanyol, assegurant tot el suport del govern en la defensa del territori i del poble sahrauí. Quatre dies més tard, el 6 de novembre de 1975, uns 300.000 marroquins desarmats concentrats a la ciutat marroquina de Tarfaya, a prop de la frontera, s'internen al Sàhara Occidental. Poc abans (31 d'octubre), tropes marroquines havien creuat la frontera nord-oest del Sàhara Occidental i s'havien enfrontat a tropes del Front Polisario.
En aquest clima de tensió, agreujat per l'agonia de Franco a Espanya, el Marroc, Mauritània i Espanya (representada pel rei Joan Carles I), signen a Madrid (14 de novembre de 1975) un acord pel qual Espanya es comprometia a posar fi a la seva presència al Sàhara el 28 de febrer de 1976 i a compartir fins aleshores l'administració del territori del Sàhara Occidental amb Mauritània i el Marroc. Aquest acord va comptar amb l'oposició frontal d'Algèria i del Front Polisario. Davant la pressió de la Marxa Verda, les guarnicions espanyoles s'havien retirat a Aaiun, Smara i Villa Cisneros.
Tropes mauritanes i marroquines comencen a ocupar les ciutats del Sàhara Occidental (Smara, 27 de novembre; Aaiun, 11 de desembre; La Güera, 20 de desembre; Villa Cisneros, 9 de gener). Els sahrauís comencen a abandonar les ciutats (novembre de 1975 - febrer de 1976) per instal·lar-se en el desert. Després dels bombardejos marroquins dels camps, finalment acabarien en camps de refugiats a Algèria.
El 26 de febrer de 1976 els últims soldats espanyols abandonaven el Sàhara Occidental. Aquella mateixa nit, quan les tropes marroquines ja havien entrat al territori, el Front Polisario proclamava la constitució de la República Àrab Sahrauí Democràtica (RASD). El 14 d'abril, Mauritània i el Marroc signaven un acord a Rabat pel qual es repartien el país: els dos terços més al nord per al Marroc i el terç restant per a Mauritània.

## Fins avui
Els escamots del Polisario, amb base a Algèria, van llançar, entre 1976 i 1978, continus atacs contra les tropes marroquines i mauritanes al Sàhara Occidental (arriben fins i tot a atacar la capital de Mauritània). Conseqüència d'aquesta guerra de desgast, Mauritània va renunciar a les seves pretensions territorials al Sàhara i el 1979 va signar la pau amb el Front Polisario (Acord d'Alger). No obstant això, el seu lloc és ocupat pel Marroc, que proclama la seva sobirania sobre la totalitat del territori del Sàhara Occidental.
És després de l'abandó de Mauritània quan la RASD aconsegueix el seu major reconeixement internacional. Admesa formalment a l'Organització per a la Unitat Africana (OUA) el 1982, aconsegueix estatus de ple dret el 1984 (el que origina l'abandó d'aquesta per part del Marroc). El 1985, ja havia estat reconeguda oficialment per 61 països. Aquest any, les Nacions Unides insten a una negociació entre les parts i a la celebració d'un referèndum al Sàhara Occidental amb la retirada prèvia de les tropes marroquines.
No obstant això, sobre el terreny, les operacions militars es comencen a torçar per al Front Polisario, amb la construcció pel Marroc d'una línia defensiva en ple desert. L'agost de 1980, el Marroc comença la construcció del mur, el qual divideix el territori del Sàhara Occidental de nord a sud. Acabat a l'abril de 1987, mesura 2.720 quilòmetres, protegint els jaciments de fosfats de Bucraa, Aaiun i Smara, fet de sorra d'almenys 2 metres d'alt, està envoltat de camps minats posseeix fortaleses cada 5 km i està protegit per més 100.000 soldats.
Finalment, a l'agost de 1988, el Marroc i el Front Polisario donen el seu vistiplau a un pla de pau elaborat per l'ONU i l'OUA, que planegen l'alto el foc i el control del territori del Sàhara per una missió de les Nacions Unides, la qual prepararia la celebració d'un referèndum sobre el futur del territori.
Les converses comencen el 1989, però aviat sorgeixen les dificultats, especialment a causa de discrepàncies sobre el cens que s'havia d'usar en la consulta. El Front Polisario sosté que la base del cens hauria de ser el cens espanyol de 1974, en tant que el Marroc sosté que el referèndum ha de incloure els actuals pobladors del territori. D'aquesta manera, el referèndum es va anar ajornant. El 29 d'abril de 1991 el Consell de Seguretat de les Nacions Unides, en la resolució 690, va decidir establir la missió per al referèndum (MINURSO, Missió de Nacions Unides per al Referèndum al Sàhara Occidental), que es desplega en el territori aquest mateix any, l'objectiu és, a més de preparar la consulta, supervisar l'alto el foc. Encara que la consulta està prevista pel 1992, aquesta no es produeix a causa de les discrepàncies sobre el cens. La dècada dels noranta transcorre entre intents d'elaborar un cens per al referèndum, entre contínues discrepàncies entre ambdues parts. Mentrestant, Hassan II del Marroc decreta la divisió del Sàhara Occidental en províncies, equivalents a les marroquines. El 1999 es publica el primer cens electoral (amb més de 86.000 votants). No obstant això, la situació segueix estancada.
Al gener de l'any 2000 es va completar el nou cens, però de nou els desacords entre el Marroc i el Front Polisario impedeixen la celebració del referèndum. Aquest any, el Marroc expressa la seva intenció de negociar amb el Front Polisario la concessió de certa autonomia al Sàhara Occidental, però tancant la porta a qualsevol referèndum. El gener de 2003 l'enviat especial de l'ONU, l'antic secretari d'estat nord-americà, James Baker, es va entrevistar amb representants d'ambdues parts proposant-los un programa (Pla Baker II) que incloïa una àmplia autonomia del Sàhara Occidental dins del Marroc com a fase prèvia a la celebració d'un referèndum sobre l'estatus final del territori en un termini de quatre anys. Tant el Marroc com el Polisario van rebutjar la proposta al març. Tanmateix, el Front Polisario va canviar d'opinió al juliol, acceptant el pla. Però no el Marroc, que seguia mantenint la marroquinitat del Sàhara i el seu rebuig a l'opció de la independència. Per afavorir la seva acceptació, es va acceptar incloure la possibilitat d'una àmplia autonomia dins de les opcions del referèndum. El mandat de la MINURSO es va perllongar (en la resolució 1570 de 28 d'octubre de 2004, el Consell de Seguretat va estendre el mandat de MINURSO fins al 30 d'abril de 2005), però fins al moment no s'ha arribat a cap solució ni, per descomptat, a la celebració de cap consulta. Mentrestant, els refugiats sahrauís segueixen al desert algerià, fonamentalment en els Camps de refugiats de la província de Tindouf.
El president de l'ONU, Kofi Annan, va arribar a dir a la fi del seu mandat que el conflicte del Sàhara tenia una molt difícil solució. Els estats membres de l'ONU no han estat capaços fins al moment de fer complir les resolucions de l'ONU. El referèndum sembla endarrerir-se sine die.
El 2005 els principals nuclis urbans del Sàhara Occidental es van convertir en l'escenari de greus protestes en contra de l'ocupació marroquina. El 25 de maig de 2005 la policia marroquina va dissoldre la manifestació pacífica en suport de la independència i al Front Polisario. El novembre de 2010 la policia marroquina va dissoldre un campament de protesta als afores d'Aaiun, començant després un seguit de protestes de la població sahrauí a la mateixa ciutat, amb la posterior intervenció de les autoritats marroquines.
El 14 de novembre de 2020, Brahim Gali, president de la República Àrab Saharauí Democràtica (RASD), va anunciar que consideraven trencat l'alto el foc amb el Marroc de 1991 i va declarar l'estat de guerra després dels moviments de l'exèrcit marroquí dels dies anteriors, que s'havia desplegat a Guerguerat, a l'extrem sud de la RASD, per acabar amb la protesta pacífica que mantenien des de feia tres setmanes manifestants sahrauís del Front Polisario. Els manifestants exigien el tancament del pas fronterer de Guerguerat, il·legal segons el Front Polisario, i que l’ONU complís amb el compromís de 1988 de fer un referèndum d’autodeterminació per al Sàhara Occidental. Aquests fets van desembocar en nous enfrontaments armats entre el Front Polisario i l'exèrcit del Marroc.
El setembre de 2021, Perú i la República Àrab Democràtica Sahrauí (SADR) restableixen les seves relacions diplomàtiques després de 25 anys de suspensió.